# Aufstand der Schnitter

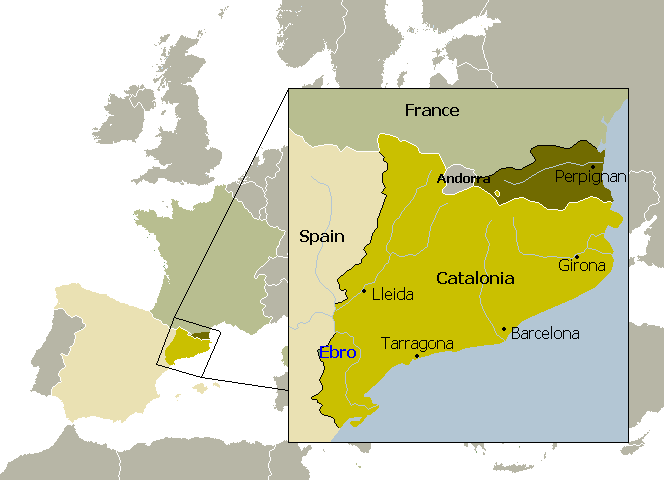
Aufteilung Kataloniens im Pyrenäenfrieden

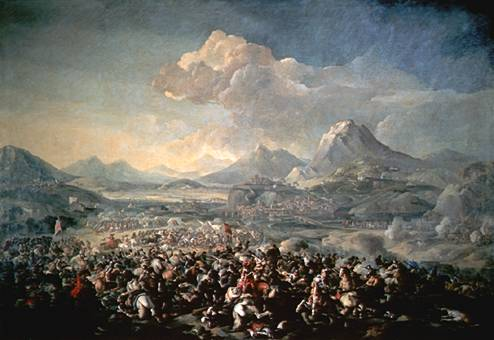
Schlacht von Montjuïc

Der Aufstand der Schnitter (auf Katalanisch Guerra dels Segadors) erfasste einen Großteil Kataloniens in den Jahren zwischen 1640 und 1659. Seine Auswirkungen schlugen sich im Pyrenäenfrieden nieder, der das Roussillon und die nördliche Hälfte Cerdanyas Frankreich zuschlug und damit Katalonien teilte.
Ausgelöst wurden die Unruhen durch die Stationierung königlicher Truppen beim Ausbruch des Französisch-Spanischen Krieges (1635–1659) und die Durchsetzung der sogenannten Waffenunion (Unión de Armas), mit der Katalonien zur Stellung eigener Truppen zum spanischen Heer verpflichtet werden sollte. Die katalanische Bevölkerung litt unter den Einquartierungen und Aushebungen. Die Stimmung, die durch die Auseinandersetzung der katalanischen Cortes mit der Regierung des Königs um die Waffenunion bereits seit über einem Jahrzehnt belastet war, wandte sich immer mehr gegen die Herrschaft des Königs in Katalonien. Der Tod eines Schnitters führte am Fronleichnamstag im Jahr 1640, der später der Blut-Fronleichnam genannt wurde, zu einem Aufstand in Barcelona, bei dem der katalanische Vizekönig, der Graf von Santa Colomna, ums Leben kam. Dieser Vorfall markierte den Beginn des Konfliktes.
Pau Claris, der Präsident der Diputació del General de Catalunya Kataloniens, verstand es, die sozialen Unruhen auf ein politisches Ziel zu lenken, und rief eine Katalanische Republik aus. Die Katalanen errangen in der Schlacht von Montjuïc (26. Januar 1641) einen wichtigen Sieg gegen die Truppen Philipps IV. Wenig später starb jedoch Pau Claris, und die Diputació del General de Catalunya wählte Ludwig XIII. von Frankreich zum Grafen von Barcelona und damit zum Herrscher von Katalonien.
Der Konflikt bestand über das Ende des Dreißigjährigen Krieges hinaus, mit Auseinandersetzungen der beiden Herrscher und Regierungen, einer unter der Kontrolle Spaniens in Barcelona und einer unter französischer Kontrolle in Perpignan. Im Jahr 1652 nahm die französische Regierung ihren Anspruch auf (ganz) Katalonien zurück, behielt aber das Roussillon. Damit wurde der Weg frei für den Pyrenäenfrieden, in dem Katalonien zwischen Frankreich und Spanien aufgeteilt wurde.
Die aktuelle katalanische Nationalhymne Els Segadors ist eine historische Romanze, die in den geschilderten Vorkommnissen wurzelt.